# Димитър Хаджиев (кмет на Русе)
Д-р Димитър Иванов Хаджиев е български лекар, политик, бивш кмет на Русе.

## Биографични данни
Роден е на 21 септември 1901 г. в село Воден, Елховско, в будно учителско семейство. Учи в гимназиите в Стара Загора и Бургас. Продължава висшето си образование по медицина в Бон и Виена. Дипломира се през 1929 г.
Назначен е за лекар в русенската болница и свързва трайно живота си с крайдунавския град. По-късно открива свой частен кабинет. Едновременно с професионалната си работа установява връзки с дейци на Работническата партия в Русе. Лекува безплатно бедни и оказва помощ на нелегални партийни функционери. В годините на Втората световна война подпомага комунистическото движение и през 1943 г. е избран за председател на Областния комитет на Отечествения фронт. През пролетта на 1944 г. е арестуван и осъден на 15 години затвор.
След завземането на властта на 9 септември 1944 г. д-р Димитър Хаджиев е първият областен директор (управител) на Област Русе. На този пост остава кратко, тъй като той е предоставен на Социалдемократическата партия и отново е избран за председател на Областния комитет на Отечествения фронт. Избран е също и за народен представител в VI велико народно събрание.
Избран е за кмет на Русе след изборите, проведени на 15 май 1949 г. Поради конфликт с новия първи секретар на Окръжния комитет на БКП в Русе напуска поста след няколкомесечно управление. Връща се на предишната си длъжност – председател на Окръжния комитет на ОФ. Скоро обаче напуска и оттам и се връща към професионалната си дейност. Назначен е за директор на Русенската болница, а впоследствие преминава на работа в Министерството на народното здраве в София.